# Aleksei Zinovyevich Petrov
Aleksei Zinovyevich Petrov (em russo: Алексей Зиновьевич Петров; 28 de outubro (15 de Outubro, estilo antigo) 1910, Koshki, Samara Governorate, Império Russo - 9 de Maio de 1972, Kiev, União Soviética) foi um matemático conhecido por seu trabalho sobre a classificação da variedade de Einstein, hoje chamada de classificação de Petrov.
A classificação de Petrov está relacionada com o tensor de Weyl e foi publicada pela primeira vez por A. Z. Petrov em 1954